# Joyce Wieland
 Joyce Wieland (* 30. Juni 1931 in Toronto, Ontario; † 27. Juni 1998 ebenda) war eine kanadische avantgardistische Filmregisseurin, Experimental-Filmemacherin und Mixed-Media Künstlerin.

## Leben und Werk

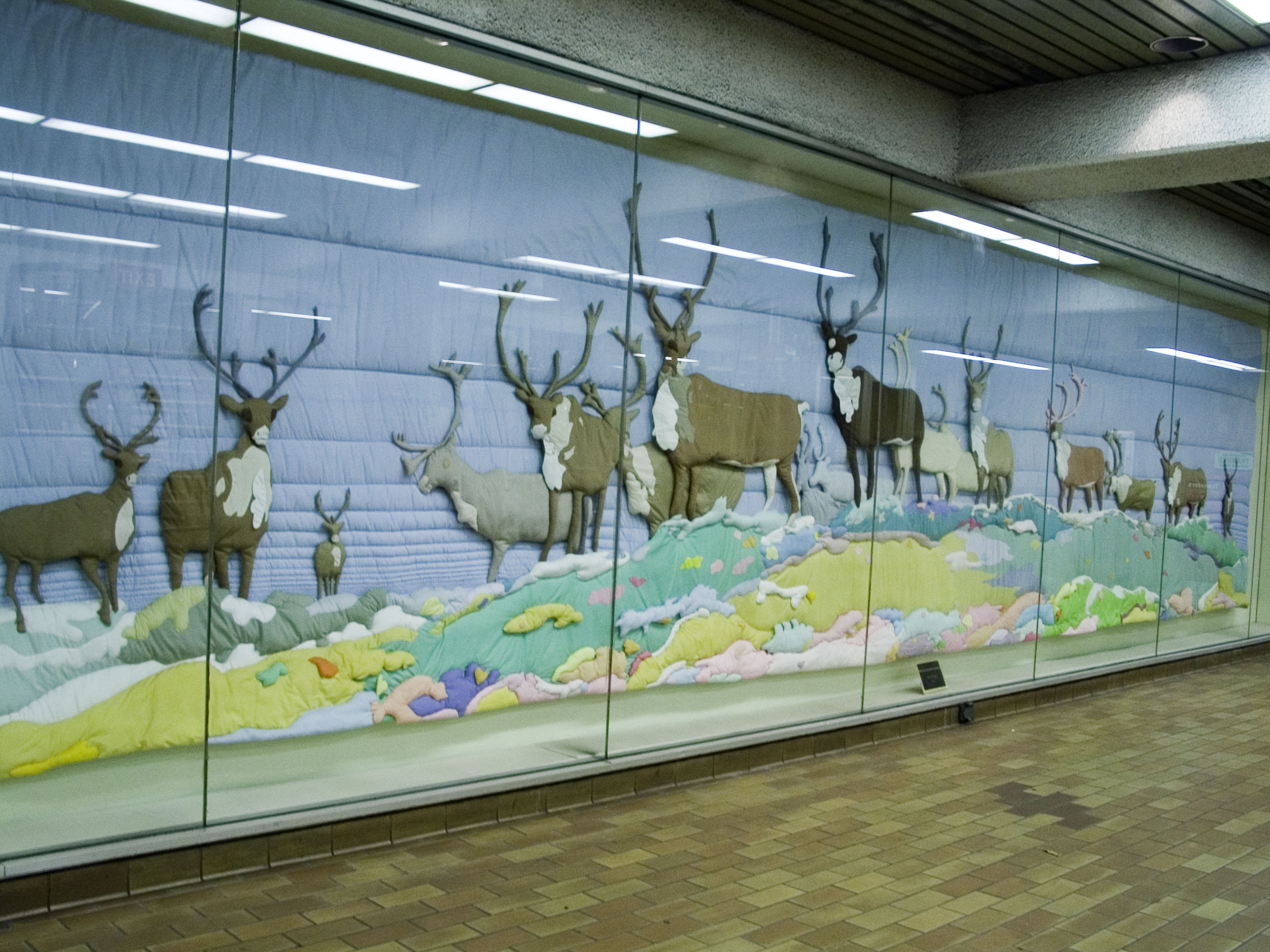
Barren Ground Caribou, Eine Installation von Joyce Wieland im Spadina TTC Terminal in Toronto.

Joyce Wieland studierte zunächst Kunst an der Central Tech School in Toronto. Nach einer Reise nach Europa begann sie einen Job als Film-Animateurin und lernte dort ihren Ehemann und Kollegen, den kanadischen Künstler Michael Snow kennen.
Joyce Wieland hatte ihre erste Einzelausstellung in der Isaacs Gallery in Toronto im Jahr 1960, sie war eine der ersten weiblichen Künstlerinnen, die von einer zeitgenössischen kanadischen kommerzielle Galerie vertreten wurde.
Im Jahr 1963 zogen Wieland und Snow nach New York City und lebten dort zehn Jahre. Nach einem Überfall und einer versuchten Vergewaltigung an Joyce zogen die beiden zurück nach Toronto.
Joyce Wieland war mit zwei Filmen: Reason Over Passion/la raison avant la passion und Sailboat als Teilnehmerin der Documenta 5 in Kassel im Jahr 1972 in der Abteilung Filmschau: New American Cinema vertreten.
Joyce Wieland wurde im Jahr 1982 mit dem Order of Canada ausgezeichnet.

## Filmographie
(Auswahl)
- Water Sark (1965)
- Sailboat (1967)
- Rat Life and Diet in North America (1968)
- Dripping Water (1969) (zusammen mit Michael Snow)
- Cat Food (1969)
- Reason Over Passion/la raison avant la passion (1969)
- Solidarity (1973)
- The far shore (1976)
- A and B in Ontario (1984) (zusammen mit Hollis Frampton)
- Birds at Sunrise (1986)

## Dokumentarfilm über Joyce Wieland
- Artist on Fire: Joyce Wieland, Regie: Kay Armatage, Kanada 1987